# Darkness Within: In Pursuit of Loath Nolder
Darkness Within: In Pursuit of Loath Nolder is een psychologische horror adventure game ontwikkeld door Zoetrope Interactive. Het verhaal is gebaseerd op het werk van H.P. Lovecraft, een wereldberoemde horror auteur. Je speelt als Howard E. Loreid en moet de moord op Clark Field oplossen, een man nauw verbonden met het occulte.